# Tetramorium xanthogaster
Tetramorium xanthogaster är en myrart som beskrevs av Santschi 1911. Tetramorium xanthogaster ingår i släktet Tetramorium och familjen myror. Inga underarter finns listade i Catalogue of Life.

## Bildgalleri

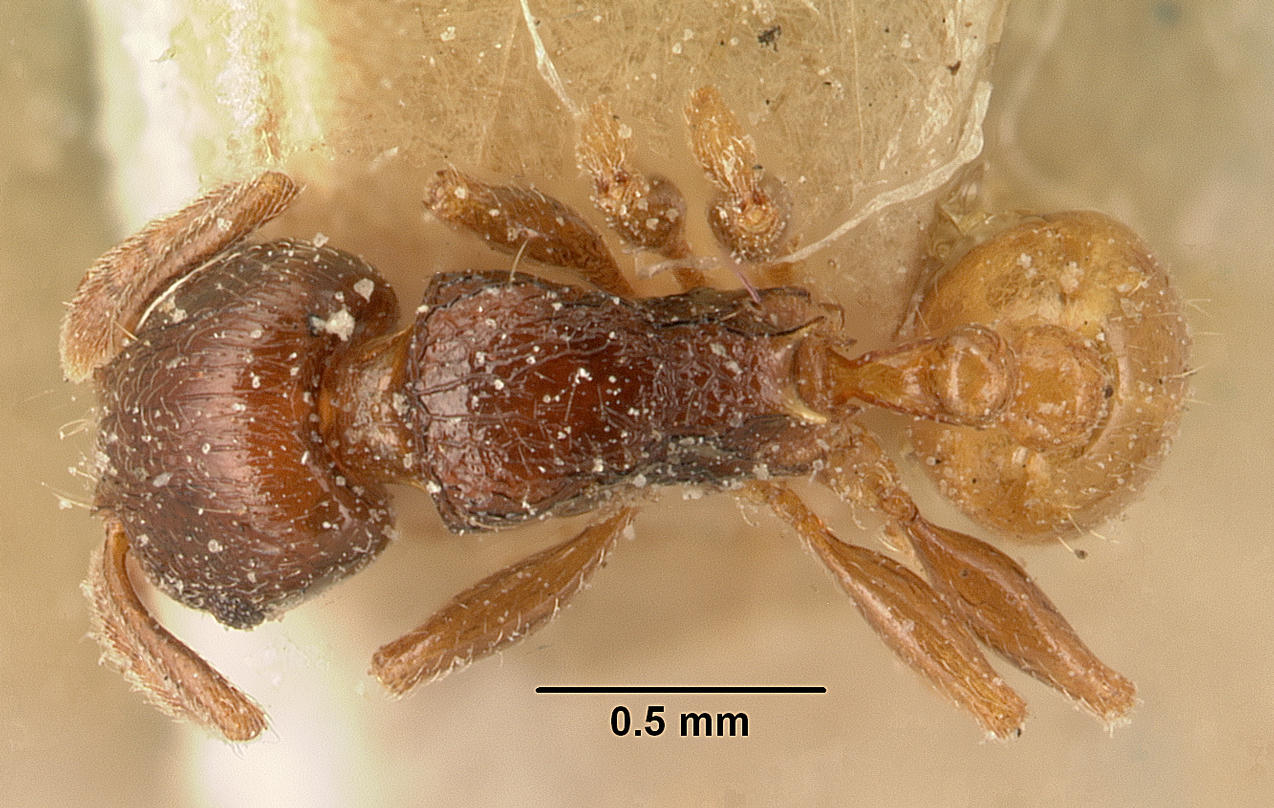
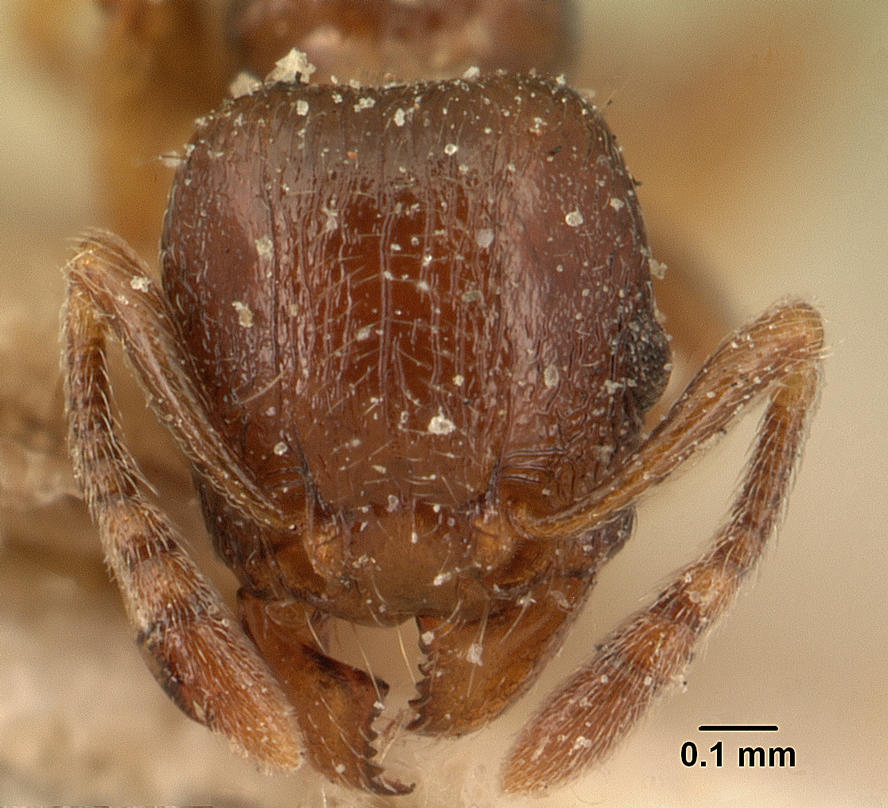
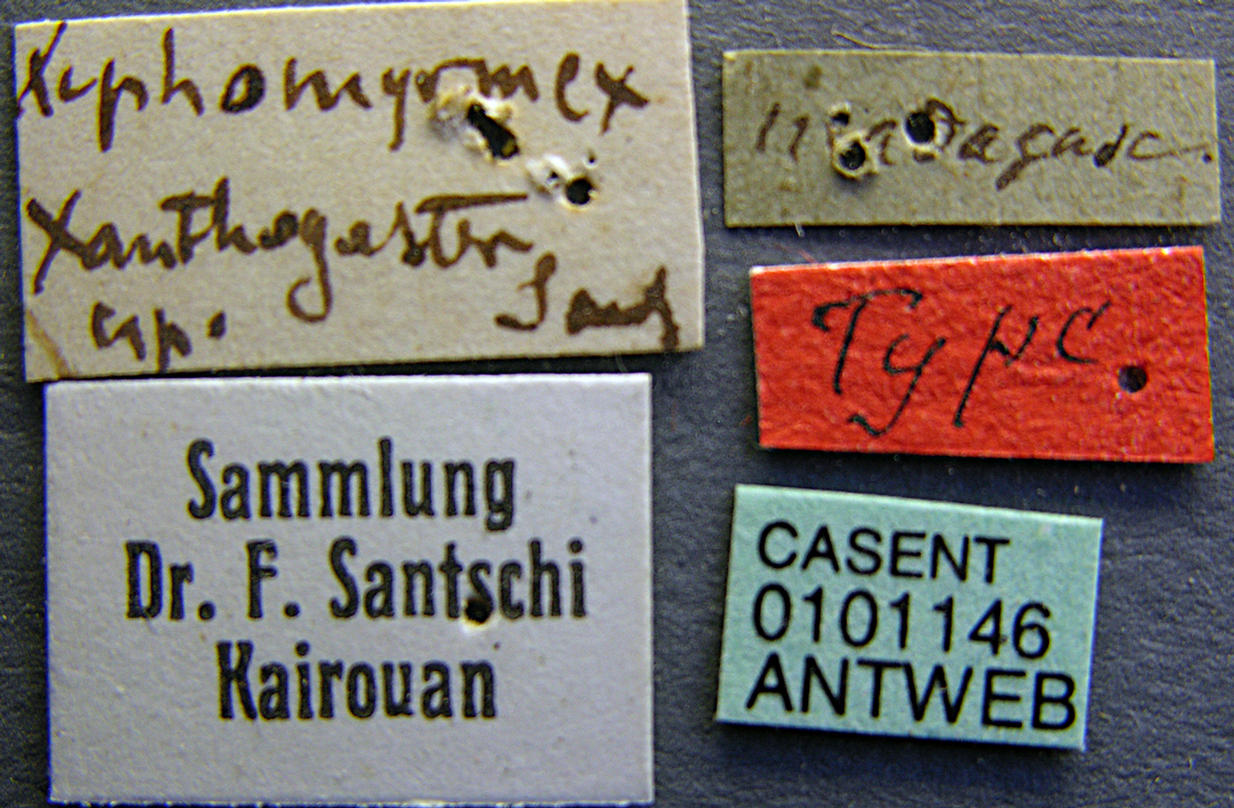
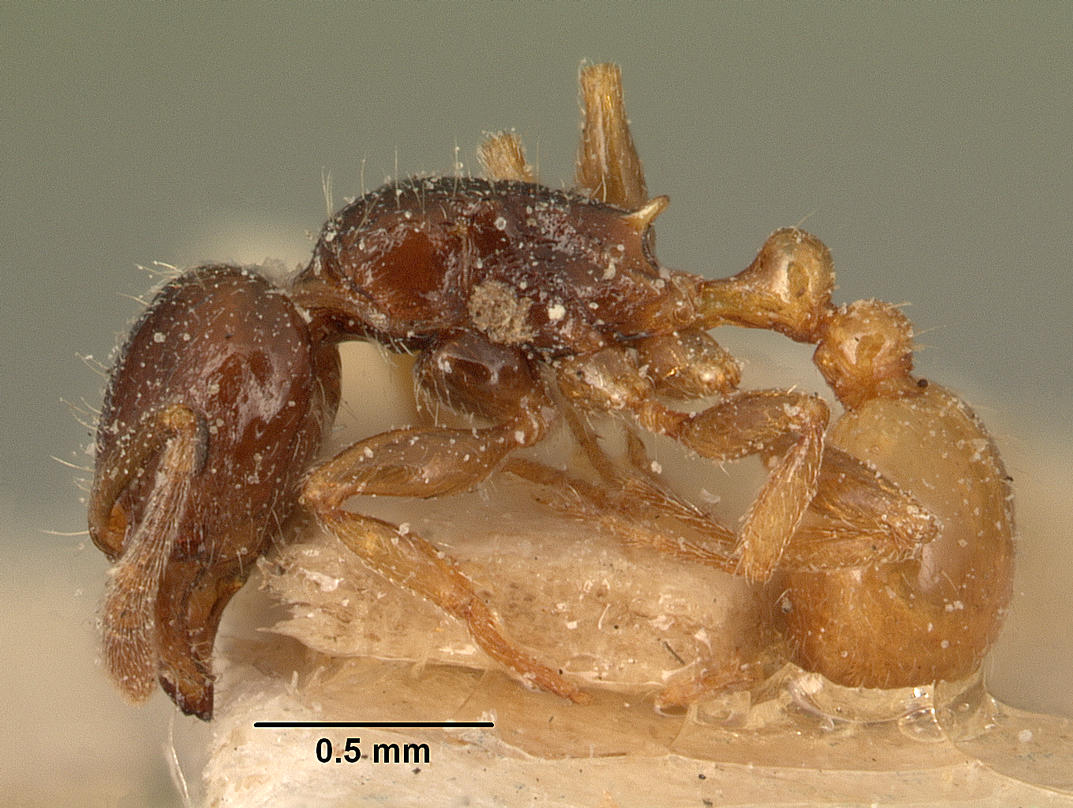
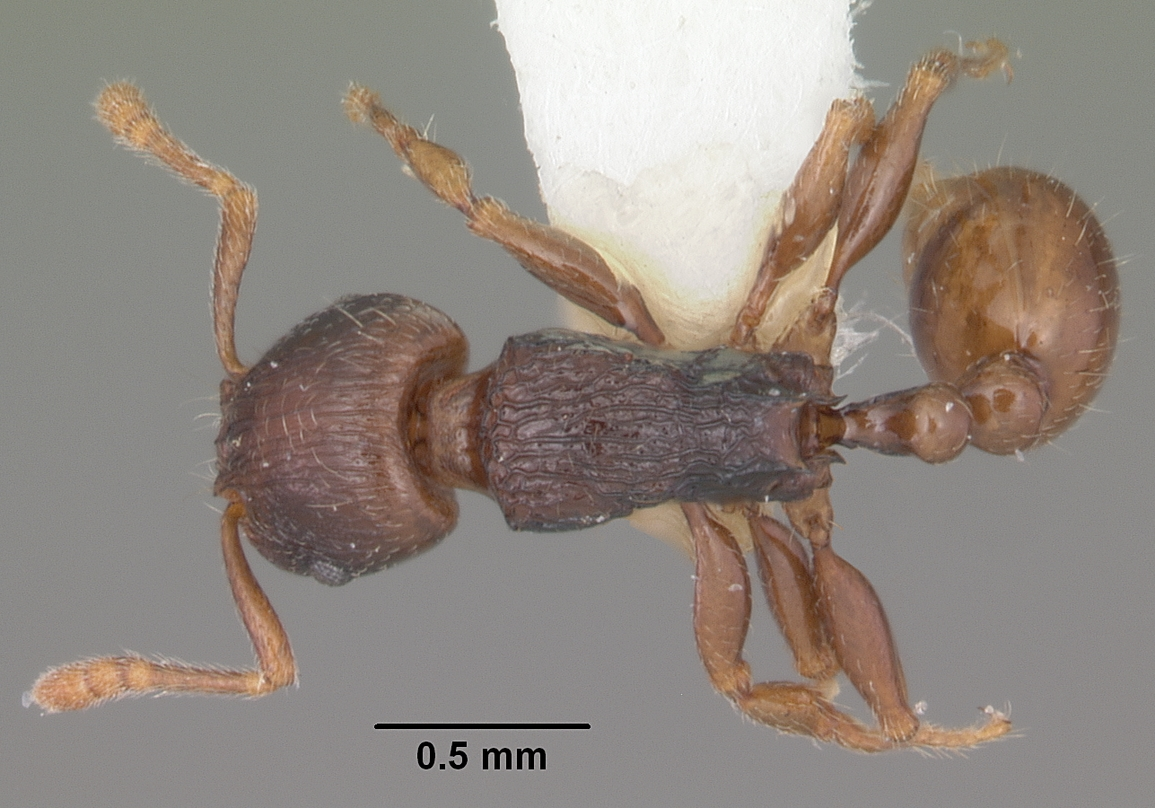
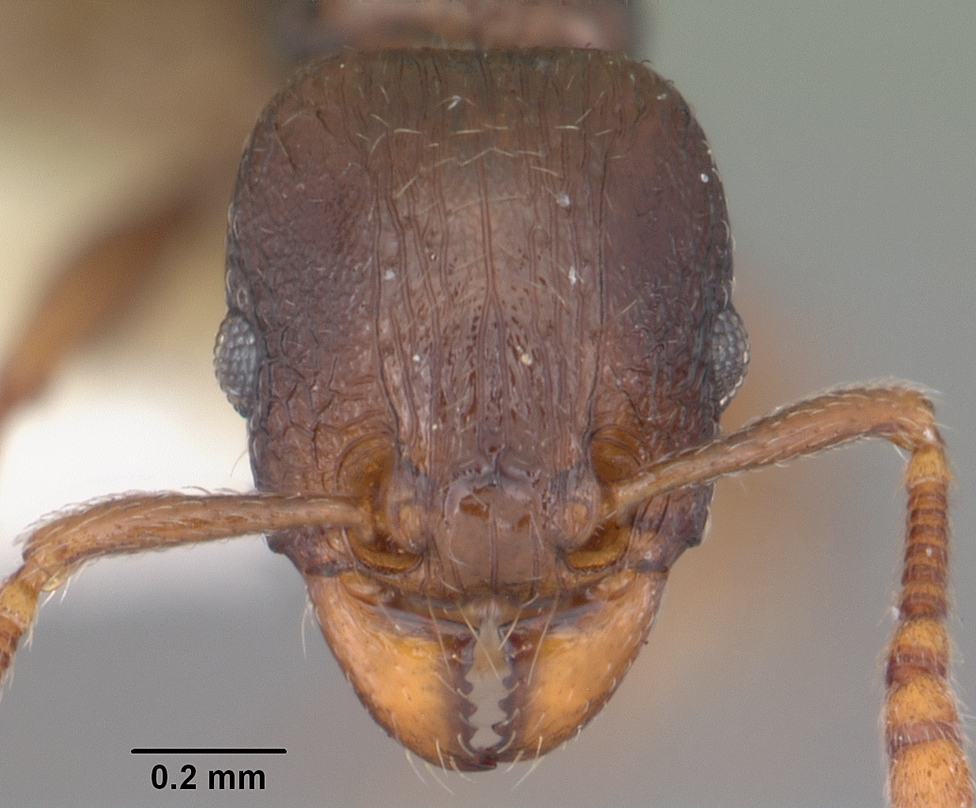